# Nasir El Kasmi
Nasir El Kasmi (* 2. Oktober 1982 in Wuppertal) ist ein marokkanischer Fußballspieler.
Er spielte zunächst in seiner Geburtsstadt für Fortuna Wuppertal und SV Bayer Wuppertal, bevor er 1997 zu Bayer 04 Leverkusen ging. Hier durchlief er die letzten Jugendmannschaften, ehe er in der zweiten Mannschaft eingesetzt wurde. 2003 folgte dann der Wechsel zum MSV Duisburg. Von Juni 2006 bis Juni 2008 war Nasir El Kasmi bei Holstein Kiel unter Vertrag.
Er bestritt 2004 zwei Länderspiele für die marokkanische Fußballnationalmannschaft.